# Walter Natynczyk
Le général Walter J. Natynczyk est maintenant un officier à la retraite des Forces canadiennes. Membre de l'Armée de terre, il sert comme chef d'état-major entre 2008 et 2012.

## Biographie
Walter "Walt" Natynczyk est né le 29 octobre 1958 à Winnipeg, au Manitoba, fils d'immigrants allemands et polonais. Durant son adolescence, il s'implique au sein des cadets de l'aviation royale du Canada, en plus de travailler comme camelot pour le Winnipeg Free Press et comme cuisinier dans un fast-food local.
C'est en août 1975 que Natynczyk se joint à l'Armée canadienne. Il étudie premièrement au collège militaire royal de Saint-Jean puis au collège militaire Royal Roads, obtenant en 1979 un diplôme en administration des affaires. Officier de l'arme blindée, il sert dans le cadre de la mission de l'OTAN en Allemagne avec le Royal Canadian Dragoons (RCD), assumant divers postes de commandement. En 1983, Walter Natynczyk est promu commandant d'escadron au Collège militaire royal du Canada, à Kingston, en Ontario. Quelques années plus tard, il entame une tournée régimentaire de cinq ans au sein du 2e Groupe-brigade mécanisé du Canada, à Petawawa. Il participe notamment à une mission de maintien de la paix de 6 mois à Chypre. Il complète ensuite son cours au Collège de commandement et d'état-major de l'Armée canadienne en vue de devenir officier supérieur, après quoi il est détaché comme Chef des opérations (Sud-Sud-Ouest) au sein de la 7e division blindée britannique en Yougoslavie sous l'égide de l'ONU, puis comme Chef des opérations terrestres, FORPRONU, à Zagreb en Croatie. En 1995, Walter Natynczyk, alors Lieutenant-Colonel, est assigné au bureau du Vice-chef d'état-major de la défense aux Quartiers généraux de la Défense nationale, puis il est de retour au Royal Canadian Dragoons, cette fois en tant que commandant. C'est avec le RCD qu'il conduira plusieurs opérations dans la région d'Ottawa pendant la crise du verglas de 1998. Quelques mois plus tard, il assume les responsabilités de commandant du contingent canadien en Bosnie. En mars 1999, Natynczyk retourne aux Quartiers généraux, cette fois comme chef de la planification et des opérations, supervisant des déploiements canadiens au Kosovo, en Bosnie, au Timor oriental, et en Érythrée.
Après un passage au United States Army War College et une promotion au rang de brigadier-général, il est sélectionné comme officier d'échange en tant que commandant adjoint du III Corps de l'Armée américaine à Fort Hood, au Texas. Dans le cadre de cet échange, il est l'un des rares Canadiens à être déployé en Irak : en effet, dès janvier 2004, Natynczyk se rend à Bagdad, premièrement en tant que directeur adjoint de la stratégie et de la planification, puis en tant que commandant adjoint de la Coalition militaire en Irak pendant l'opération Iraqi Freedom, responsable de 10 brigades pour un total de plus de 35 000 militaires, pour la plupart américains, britanniques et espagnols. Pour son service en Irak entre janvier 2004 et janvier 2005, il se voit remettre la croix du service méritoire.
À son retour au Canada, Natynczyk est promu major-général et chargé du Système de la doctrine et de l'instruction de la Force terrestre, principal  appareil de formation de l'Armée de terre. Peu de temps après il assume les fonctions de chef de la transformation des Forces canadiennes, un secrétariat interarmes responsable de la restructuration et de l'exécution des politiques de la Défense. En 2006, sous le général Rick Hillier, Natynczyk est promu lieutenant-général et assume les fonctions de Vice-chef d'état-major de la défense.
Le 1er juillet 2008, le général Walter Natynczyk entre en fonction comme chef d'état-major de la défense. À ce titre, il répond directement au ministre de la Défense nationale. Au cours de sa carrière en tant que commandant, les Forces canadiennes sont engagées en Afghanistan, à Vancouver pendant les jeux olympiques d'hiver de 2010, à Haïti à la suite du tremblement de terre de 2010, en Libye pendant la chute du dictateur Mouammar Kadhafi, et dans plusieurs autres opérations internationales et domestiques.
Le général prend sa retraite le 29 octobre 2012 après avoir passé le flambeau à son successeur, le général Tom Lawson de l'Aviation royale du Canada.
Le 14 juin 2013, on apprend sa nomination à la tête de l'Agence spatiale canadienne, effective à compter du 6 août 2013 . Il a été nommé à l’Ordre du Canada en 2024, avec le rang d’Officier.